# Nekrolog 1601
Nekrolog
◄◄
| ◄
| 1597
| 1598
| 1599
| 1600
| 1601 | 1602 | 1603 | 1604 | 1605 | ► | ►►
Weitere Ereignisse | Allgemeiner Nekrolog 1601
Die Beschreibung der verstorbenen Person sollte so kurz wie möglich gehalten sein und nur deren signifikante Tätigkeit(en) enthalten.
Neue Namen ggf. auch unter dem Geburts- und Sterbedatum, also etwa unter 1. Januar und im Geburts- und Sterbejahr (2024) eintragen (nur bei entsprechender großer Wichtigkeit). Für Beispiele siehe die schon vorhandenen Artikel.
Außerdem über die fünf zuletzt Verstorbenen, zu denen es einen ausreichend guten Artikel für eine Präsentation auf der Hauptseite gibt, nach der todesbedingten Überarbeitung der Artikel ggf. auch unter Wikipedia Diskussion:Hauptseite informieren und sie am besten auch in den anderen Wikipedia-Sprachversionen eintragen. Tipp: Regelmäßig bei news.google.de nach „ist tot“, „gestorben“ oder „verstorben“ suchen.
Wenn eine Person gestorben ist, gibt es viele Seiten zu dieser Person in der Wikipedia, die davon auch betroffen sind und entsprechend aktualisiert werden müssen. Beispiele: Namenübersichtsseite, Geburtsjahr, Geburtsort-Seiten und viele mehr.
Wie finde ich die betroffenen Seiten?
Im Suchfeld auf der linken Seite gibt man den Suchbegriff so ein: „Vorname Nachname“. Dann klickt man auf Volltext und alle Seiten mit entsprechendem Suchtext werden aufgerufen. Hier sieht man dann schnell, wo auch das Todesjahr Sinn macht oder sogar ein Teil des Artikels angepasst werden muss. Auch hilft das „Werkzeug“ auf der linken Seite sehr gut, um solche Seiten aufzufinden: „Links auf diese Seite“. Somit ist die Wikipedia wieder aktuell in allen Bereichen! Hinweis: bei Eintragung der Kategorie „Gestorben JAHR“ wird der Missbrauchsfilter 49 ausgelöst, was jedoch nicht schlimm ist. Siehe: Spezial:Missbrauchsfilter/49
Dies ist eine Liste von im Jahr 1601 verstorbenen bekannten Persönlichkeiten. Die Einträge erfolgen innerhalb der einzelnen Daten alphabetisch sortiert. Tiere sind im Nekrolog für Tiere zu finden.

## Januar
| Tag        | Name                               | Beruf, bekannt als                                                 | Alter | Beleg |
| ---------- | ---------------------------------- | ------------------------------------------------------------------ | ----- | ----- |
| 3. Januar  | Matthias Menius                    | deutscher Mathematiker, Astronom und Bibliothekar                  |       |       |
| 3. Januar  | Peter Rascher                      | Bischof von Chur                                                   |       |       |
| 3. Januar  | János Várfalvi Kósa                | Theologe und Leiter der Unitarischen Kirche in Siebenbürgen        |       |       |
| 5. Januar  | Reiner Solenander                  | Badearzt in Lucca, Leibarzt von Wilhelms des Reichen               |       |       |
| 11. Januar | Scipione Ammirato                  | italienischer Historiker                                           | 69    |       |
| 17. Januar | Christoffer Valkendorff            | dänischer Statthalter von Norwegen, Island, Gotland und Kopenhagen | 75    |       |
| 19. Januar | Henry Herbert, 2. Earl of Pembroke | englischer Earl von Pembroke                                       |       |       |
| 29. Januar | Louise de Lorraine-Vaudémont       | Königin von Frankreich (1575–1589)                                 | 47    |       |

## Februar
| Tag         | Name                              | Beruf, bekannt als                                                    | Alter | Beleg |
| ----------- | --------------------------------- | --------------------------------------------------------------------- | ----- | ----- |
| 1. Februar  | Samuel Hornmold                   | baden-badischer Kanzler, hohenlohischer Rat und Syndicus in Heilbronn | 63    |       |
| 7. Februar  | Martin Garzes                     | Großmeister des Malteserordens                                        |       |       |
| 11. Februar | Heinrich Camerarius               | deutscher Rechtsgelehrter                                             |       |       |
| 25. Februar | Robert Devereux, 2. Earl of Essex | Liebhaber der Königin Elisabeth I. von England                        | 35    |       |

## März
| Tag      | Name                 | Beruf, bekannt als                                                         | Alter | Beleg |
| -------- | -------------------- | -------------------------------------------------------------------------- | ----- | ----- |
| 2. März  | Cesare Vecellio      | italienischer Renaissance-Maler                                            |       |       |
| 8. März  | Jacob Colijn de Nole | flämischer Bildhauer der Renaissance                                       |       |       |
| 13. März | Mordechai Meisel     | jüdischer Bankier, Philanthrop und Ältester der jüdischen Gemeinde in Prag |       |       |
| 17. März | Erasmus Johannis     | Lehrer und unitarischer Theologe                                           |       |       |
| 30. März | Johann Spreng        | Augsburger Meistersinger und Mitglied der dortigen Sängerschule            |       |       |

## April
| Tag       | Name                   | Beruf, bekannt als                                                                           | Alter | Beleg |
| --------- | ---------------------- | -------------------------------------------------------------------------------------------- | ----- | ----- |
| 5. April  | Wolfgang von Dalberg   | Erzbischof und Kurfürst von Mainz, und Erzkanzler des Heiligen Römischen Reiches (1582–1601) | 64    | [ 1 ] |
| 5. April  | Heinrich Duden         | Abt der Klöster Werden und Helmstedt                                                         |       |       |
| 21. April | Gernand von Schwalbach | Oberamtmann in Königstein                                                                    |       |       |
| 24. April | Martin Brasch          | deutscher Philosoph                                                                          |       |       |

## Mai
| Tag     | Name                             | Beruf, bekannt als                                                                              | Alter | Beleg |
| ------- | -------------------------------- | ----------------------------------------------------------------------------------------------- | ----- | ----- |
| 3. Mai  | August von Brandenburg           | Markgraf von Brandenburg                                                                        | 21    |       |
| 5. Mai  | Jakob Willemsz. Delff            | holländischer Maler                                                                             |       |       |
| 10. Mai | Hans van Steenwinckel der Ältere | flämischer Baumeister und Bildhauer, der als Königlicher Baumeister in dänischen Diensten stand |       |       |
| 12. Mai | Anna III. zu Stolberg            | Äbtissin des Stifts Quedlinburg                                                                 | 36    |       |
| 19. Mai | Costanzo Porta                   | italienischer Komponist der Renaissance                                                         |       |       |
| 22. Mai | Jakob Ernfelder                  | Jesuit, Ordensprovinzial                                                                        |       |       |
| 31. Mai | Gebhard I. von Waldburg          | Kurfürst und Erzbischof von Köln (1577–1583)                                                    | 53    |       |

## Juni
| Tag      | Name                            | Beruf, bekannt als                                                                     | Alter | Beleg |
| -------- | ------------------------------- | -------------------------------------------------------------------------------------- | ----- | ----- |
| 11. Juni | Françoise d’Orléans-Longueville | Prinzessin von Geblüt und Hugenottin                                                   | 52    |       |
| 12. Juni | Johann Heugel                   | Hessen-Kasseler Kammermeister, Rat und Oberamtmann der Niedergrafschaft Katzenelnbogen |       |       |
| 24. Juni | Henriette de Clèves             | Herzogin von Nevers und Rethel                                                         | 58    |       |

## Juli
| Tag      | Name                 | Beruf, bekannt als                                                               | Alter | Beleg |
| -------- | -------------------- | -------------------------------------------------------------------------------- | ----- | ----- |
| 10. Juli | Damat İbrahim Pascha | osmanischer Feldherr und Politiker                                               |       |       |
| 24. Juli | Jacob Griebe         | kurfürstlich-sächsischer Assessor am Schöffenstuhl und Bürgermeister von Leipzig | 60    |       |

## August
| Tag        | Name                             | Beruf, bekannt als                                                      | Alter | Beleg |
| ---------- | -------------------------------- | ----------------------------------------------------------------------- | ----- | ----- |
| 9. August  | Johannes Andreae                 | deutscher lutherischer Theologe                                         | 47    |       |
| 9. August  | Mihai Viteazul                   | rumänischer Woiwode der Walachei, von Siebenbürgen und der Moldau       |       |       |
| 10. August | Giovanni Alberti                 | italienischer Maler                                                     | 42    |       |
| 10. August | Henry Norreys, 1. Baron Norreys  | englischer Adliger und Politiker                                        |       |       |
| 11. August | Johannes Heurnius                | niederländischer Mediziner                                              | 58    |       |
| 26. August | James Douglas, 5. Earl of Buchan | schottischer Adeliger                                                   |       |       |
| 31. August | Gian Vincenzo Pinelli            | italienischer Humanist (Zoologe, Botaniker, Arzt, Sammler und Linguist) |       |       |

## September
| Tag           | Name                        | Beruf, bekannt als | Alter | Beleg |
| ------------- | --------------------------- | --- | ----- | ----- |
| 8. September  | John Shakespeare            | Vater von William Shakespeare |       |       |
| 18. September | Wolf Dietrich von Gemmingen | fürstbischöflich-eichstättischer Hofmeister, baden-durlachscher Rat und Oberstleutnant, Befehlshaber bei der Oberbadischen Okkupation |       |       |
| 24. September | Pietro Bongo                | italienischer Theologe und Numerologe                                                                                                 |       |       |

## Oktober
| Tag         | Name           | Beruf, bekannt als                              | Alter | Beleg |
| ----------- | -------------- | ----------------------------------------------- | ----- | ----- |
| 9. Oktober  | Nikolaus Krell | Kanzler des Kurfürsten Christian I. von Sachsen |       |       |
| 14. Oktober | Ludwig Philipp | Pfalzgraf von Guttenberg                        | 23    |       |
| 24. Oktober | Tycho Brahe    | dänischer Astronom                              | 54    |       |

## November
| Tag          | Name                             | Beruf, bekannt als | Alter | Beleg |
| ------------ | -------------------------------- | --- | ----- | ----- |
| 16. November | Gerhard Schröder                 | deutscher evangelisch-lutherischer Geistlicher, Hauptpastor der Lübecker Petrikirche und Senior des Geistlichen Ministeriums |       |       |
| 17. November | Florimond de Raemond             | französischer Jurist, Autor, Gegenreformator                                                                                 |       |       |
| 19. November | Hans III. Göler von Ravensburg   | Reichsritter | 75    |       |
| 24. November | Laurentius Reiss                 | 44. Abt von Stift Lilienfeld                                                                                                 |       |       |
| 26. November | Benedetto Pallavicino            | italienischer Komponist |       |       |
| 28. November | Valentin Preuss vom Springenberg | deutscher Mediziner | 48    |       |
| 30. November | Balthasar Rhaw                   | deutscher Gräzist, Historiker und lutherischer Theologe                                                                      |       |       |

## Dezember
| Tag          | Name                    | Beruf, bekannt als                                      | Alter | Beleg |
| ------------ | ----------------------- | ------------------------------------------------------- | ----- | ----- |
| 1. Dezember  | Thomas de Witt          | Dordrechter Patrizier und Bürgermeister                 |       |       |
| 24. Dezember | Johannes Dinckel        | evangelischer Theologe, Generalsuperintendent in Coburg | 56    |       |
| 29. Dezember | Abraham von Graffenried | Ratsmitglied und Schultheiss der Stadt Bern             |       |       |
| 29. Dezember | Daniel Hermann          | deutscher Humanist und Dichter                          |       |       |

## Datum unbekannt
| Tag | Name                  | Beruf, bekannt als                                    | Alter | Beleg |
| --- | --------------------- | ----------------------------------------------------- | ----- | ----- |
|     | Adolf XI.             | regierender Graf                                      |       |       |
|     | Anthony Bacon         | englischer Staatssekretär, Informant und Geheimagent  |       |       |
|     | Martinus Balticus     | deutscher Pädagoge, Dramatiker und Dichter            |       |       |
|     | Wilhelm Besserer      | deutscher Maler und Kartograph                        |       |       |
|     | Girolamo Dalla Casa   | italienischer Komponist                               |       |       |
|     | Simone Genga          | italienischer Militär-Ingenieur und Festungsarchitekt |       |       |
|     | Joachim Klinkow       | Bürgermeister von Stralsund                           |       |       |
|     | Mikołaj z Wilkowiecka | polnischer Paulinermönch und Autor                    |       |       |
|     | Thomas Nashe          | englischer Schriftsteller                             |       |       |
|     | Thomas North          | englischer Übersetzer                                 |       |       |
|     | Susanna von Oberburg  | Klarissin mit Sympathien für den Protestantismus      |       |       |
|     | Leonhart Schröter     | deutscher Komponist und lutherischer Kantor           |       |       |
|     | Otto von Uexküll      | schwedischer Feldmarschall                            |       |       |
|     | Ida Wied              | Äbtissin des Prämonstratenserinnenklosters Beselich   |       |       |